# Der Ritt in die Sonne
Der Ritt in die Sonne ist ein 1925 gedrehter, deutscher Stummfilm von Georg Jacoby mit Elga Brink, Paul Heidemann, Hugo Werner-Kahle und Livio Pavanelli in den Hauptrollen. Die Geschichte basiert auf einem Roman von Paul Rosenhayn.

## Handlung
Der amerikanische Selfmade-Milliardär Cornelius Vandergould ist so unfassbar reich, dass sich mehr Leute als seine Freunde bezeichnen, als überhaupt möglich ist oder ihm lieb sein kann. Sein Vater war mit dem Adeligen Marquis d’Orsay befreundet, sodass es irgendwann einmal ausgemachte Sache war, dass Cornelius eines Tages dessen Tochter Dina heiraten soll. Da Cornelius mittlerweile glaubt, dass alle Welt einzig hinter seinem Geld her ist, will er der jungen Dame erst einmal auf den Zahn fühlen und sich ihr gegenüber als ein gewisser Fritz Jacobsen ausgeben. Während seiner Brautfahrt lernt der angebliche Fritz zwei undurchsichtige Männer kennen, die ihn darauf ansprechen, dass er sehr viel Ähnlichkeit mit diesem amerikanischen Krösus hätte und überreden ihn dazu, sich doch vor Ort als Cornelius Vandergould auszugeben, sodass nun Cornelius Cornelius spielt.
Einer der beiden Männer, der patente und offene Jonny Reimers, glaubt ihm den Fritz Jacobsen, und so schließen beide ungleichen Männer rasch Freundschaft. Dass Vandergould zugleich sich aber auch einen Mann namens Fritz, der sich wiederum als Vandergould ausgeben muss, spielen muss, bringt rasch große Verwirrung, besonders nachdem er seine Zukünftige Dina kennengelernt hat. Und so haftet ihm bei seinen diversen Rollentäuschen rasch der Makel an, ein abgefeimter Hochstapler zu sein. Dies ist Dina letztlich alles wurscht, denn sie beginnt sich in den Menschen zu verlieben, egal ob der nun Cornelius oder Fritz heißt. Angesichts des allgemeinen Durcheinanders beschließen die zwei Liebenden auf Vandergoulds Jacht zu türmen, wo beide schließlich heiraten.

## Kritik
Das Linzer Tagblatt befand: “Der bekannte Verfasser des Drehbuches zu diesem Werk verleiht seinen Stücken eine außerordentlich charakteristische Note. Wenn der Stoff meistens auch billig ist und die Effekte mitunter gesucht erscheinen, so liegt in der Handlung doch so viel Originalität und amüsante Einfälle, daß dem Werk doch ein großer Publikumserfolg sicher ist. (…) Der Film wird jedoch nicht nur ziehen, weil das Sujet unterhält und belustigt, sondern auch darum, weil die hauptdarstellenden Personen zu den populärsten Künstlern aus der Filmwelt zählen … und weil die gebotenen Aufnahmen ein schönes Stück europäischer Städteschönheit vermitteln.”

## Produktionsnotizen
Der Film entstand zum Jahresende 1925 an mehreren europäischen Drehorten, passierte die Zensur am 26. Januar 1926 und besaß eine Länge von 3186 Metern, verteilt auf acht Akte. Ein Jugendverbot wurde erteilt. Die Premiere von Der Ritt in die Sonne fand am 28. Januar 1926 in Berlins Primus-Palast statt.
Produzent Leo Meyer übernahm auch die Produktionsleitung, Walter Reimann gestaltete die Filmbauten. Der üblicherweise als Drehbuchautor tätige Robert Liebmann zeichnete hier für die künstlerische Beratung verantwortlich.